# Marjawil
Marjaliw (biał. Мар’яліва; ros. Марьяливо, Marjaliwo) – wieś na Białorusi, w obwodzie mińskim, w rejonie mińskim, w sielsowiecie Gródek Ostroszycki.